# Ciliopagurus shebae
Ciliopagurus shebae is een tienpotigensoort uit de familie van de Diogenidae. De wetenschappelijke naam van de soort is voor het eerst geldig gepubliceerd in 1969 door Lewinsohn.